# Athyma selenophora
Athyma selenophora is een vlinder uit de onderfamilie Limenitidinae van de familie Nymphalidae. De wetenschappelijke naam van de soort is, als Limenitis selenophora, voor het eerst geldig gepubliceerd in 1848 door Vincenz Kollar.